# Петти, Джон
Джон Петти (англ. John Pettie;  17 марта 1839, Эдинбург – 21 февраля 1893, Гастингс) — британский шотландский художник, исторический живописец, действительный член британской Королевской академии художеств (1874; член-корреспондент с 1866).

## Биография
Джон Петти родился в Эдинбурге, в семье Александра и Элисон Петти. В 1852 году семья переехала в шотландский Ист-Линтон, графство Хаддингтоншир. Первоначально отец Петти возражал против того, чтобы его сын профессионально занимался живописью, но когда мальчик с большим искусством нарисовал деревенского погонщика с ослом, отец поменял решение.
В шестнадцать лет Петти поступил в Академию Попечителей (Эдинбургскую художественную школу), где его учителем был Роберт Скотт Лаудер. Первой работой, которую Джон Петти выставил в Королевской Шотландской академии, была сцена по мотивам сюжета одного из романов Вальтера Скотта, которыми юный художник очень увлекался. В следующие годы он решает начать выставлять свои картины не в Шотландской академии в Эдинбурге, а в лондонской Королевской академии. За успехом первых выставленных работ последовал переезд художника в Лондон (1862).
Петти работал быстро и много, был известен как прекрасный колорист. Помимо картин, он время от времени создавал книжные иллюстрации. Помимо исторических картин, он писал портреты, четыре из которых хранятся в лондонской Национальной портретной галерее. Автопортрет художника находится в галерее Тейт.
Будучи увлеченным музыкантом-любителем, Петти помог карьере молодого композитора Хэмиша Макканна, организовав для него концерты в собственной студии. Макканн в 1888 году женился на Элисон, дочери Петти, а также служил моделью для многих картин и эскизов художника.
Как минимум дважды Петти иллюстрировал детские книги в сотрудничестве с художником Джоном Макрайтером, своим соучеником по Эдинбургской художественной школе. 
В 1908 году в Лондоне вышла большая книга о Петти, написанная его племянником, Мартином Харди. В ней приводятся  биография художника, сводный каталог его картин и 50 цветных репродукций.

## Галерея

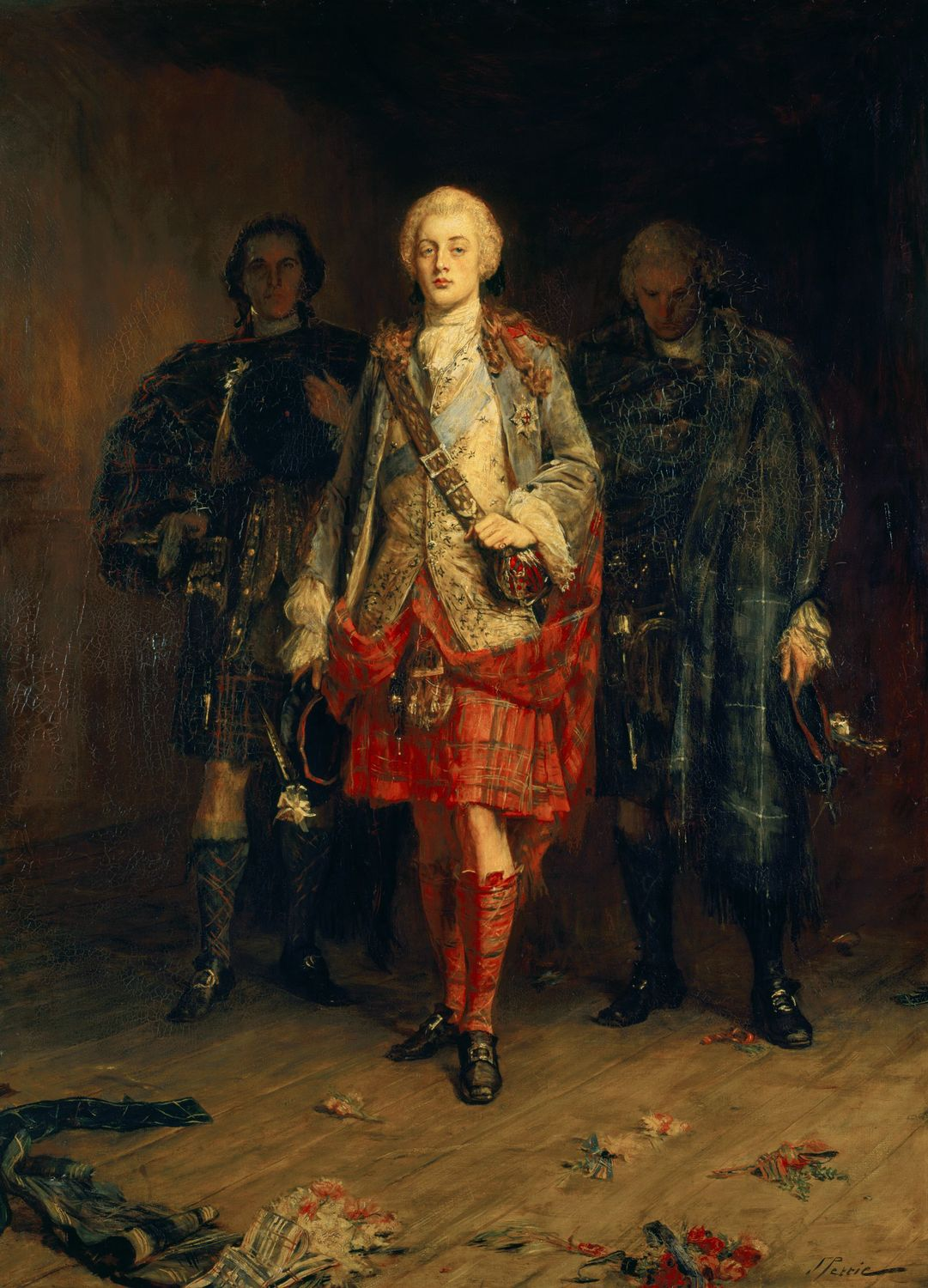
Красавчик принц Чарли (Молодой претендент).
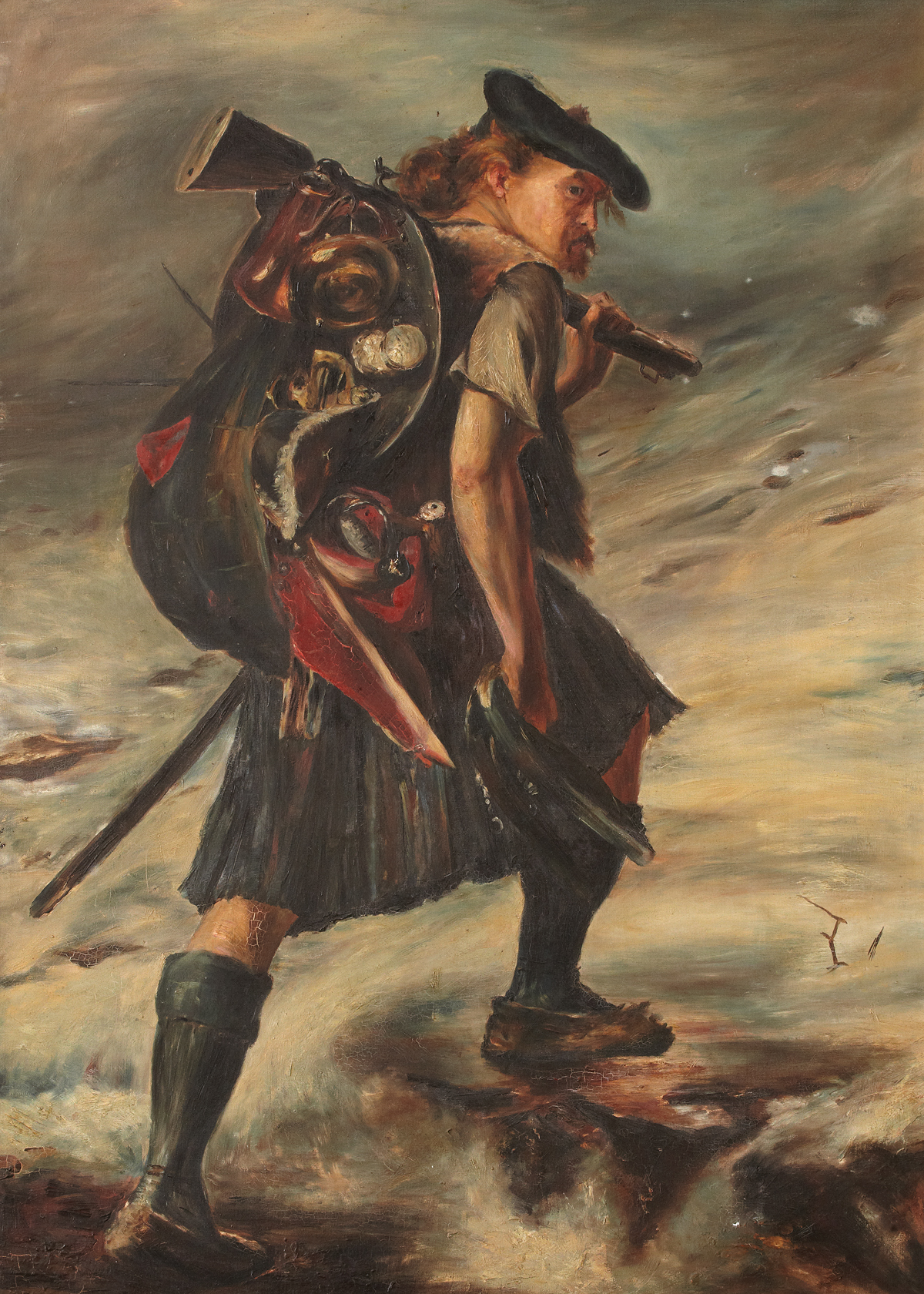
Иллюстрация к «Уэверли» Вальтера Скотта.
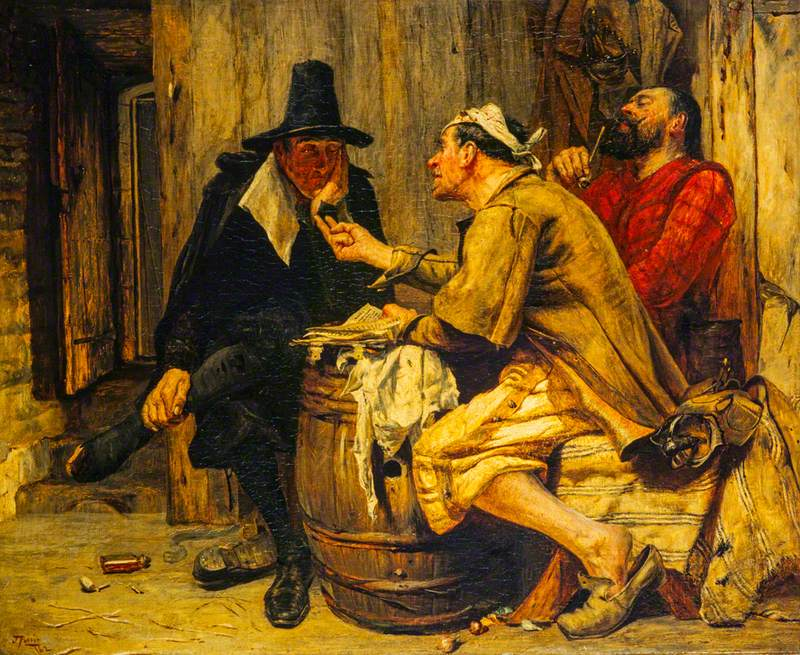
«Святые» Кромвеля.
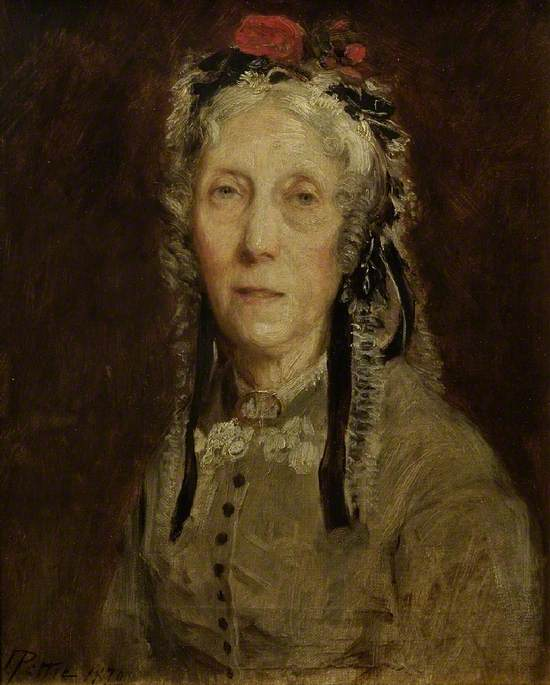
Портрет миссис Боссом, матери художника.
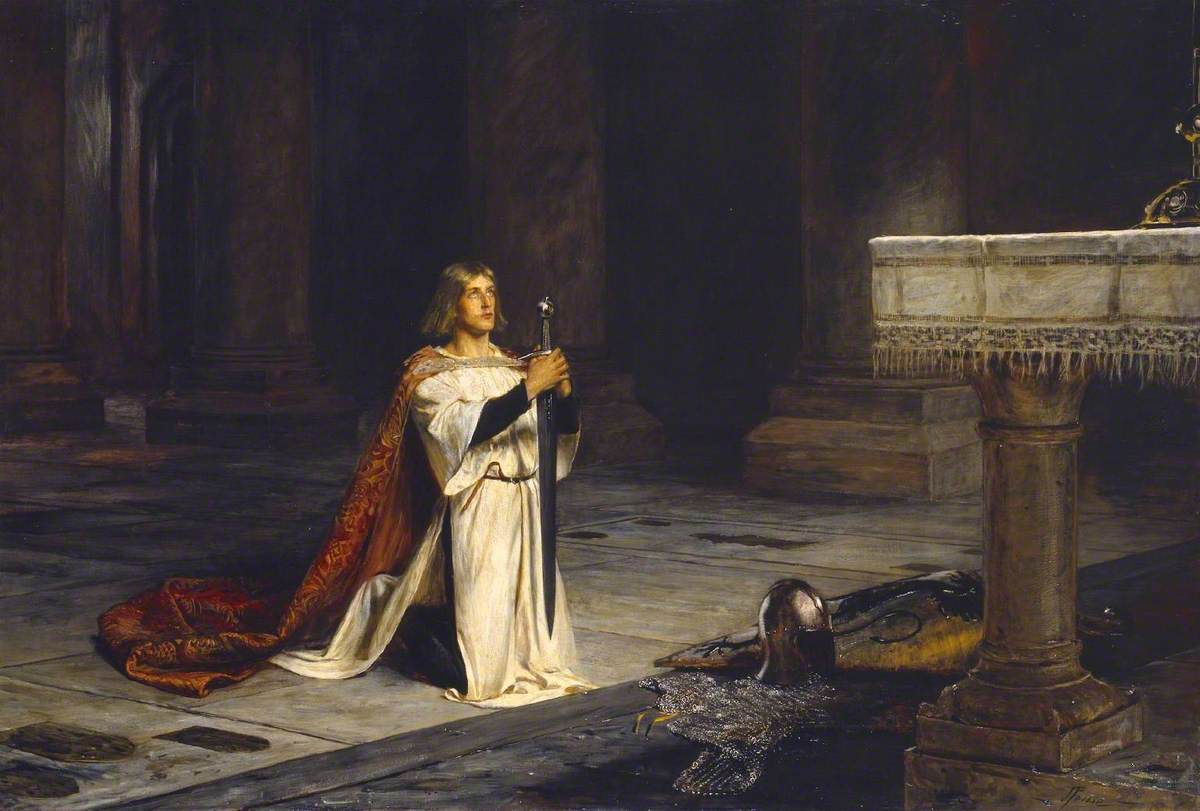
Бдение.
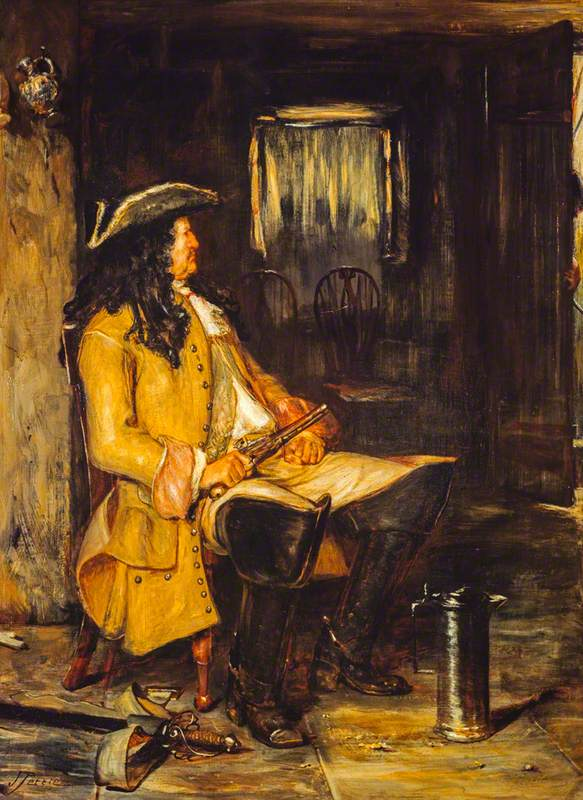
«Кто идёт?»
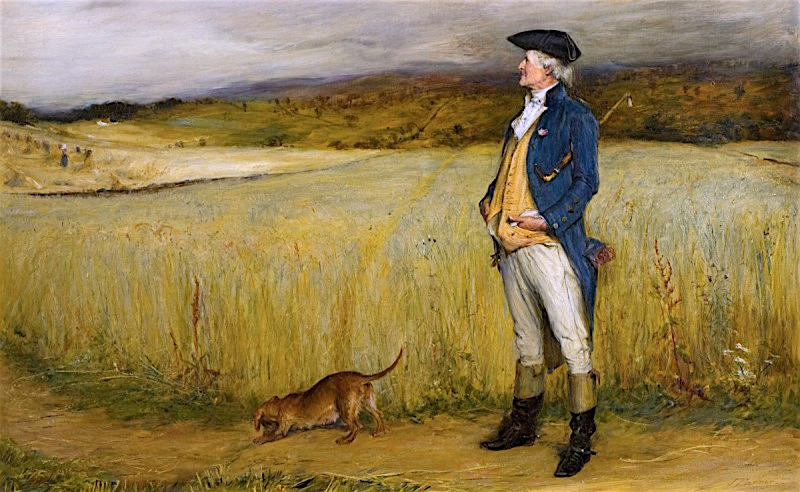
Землевладелец.
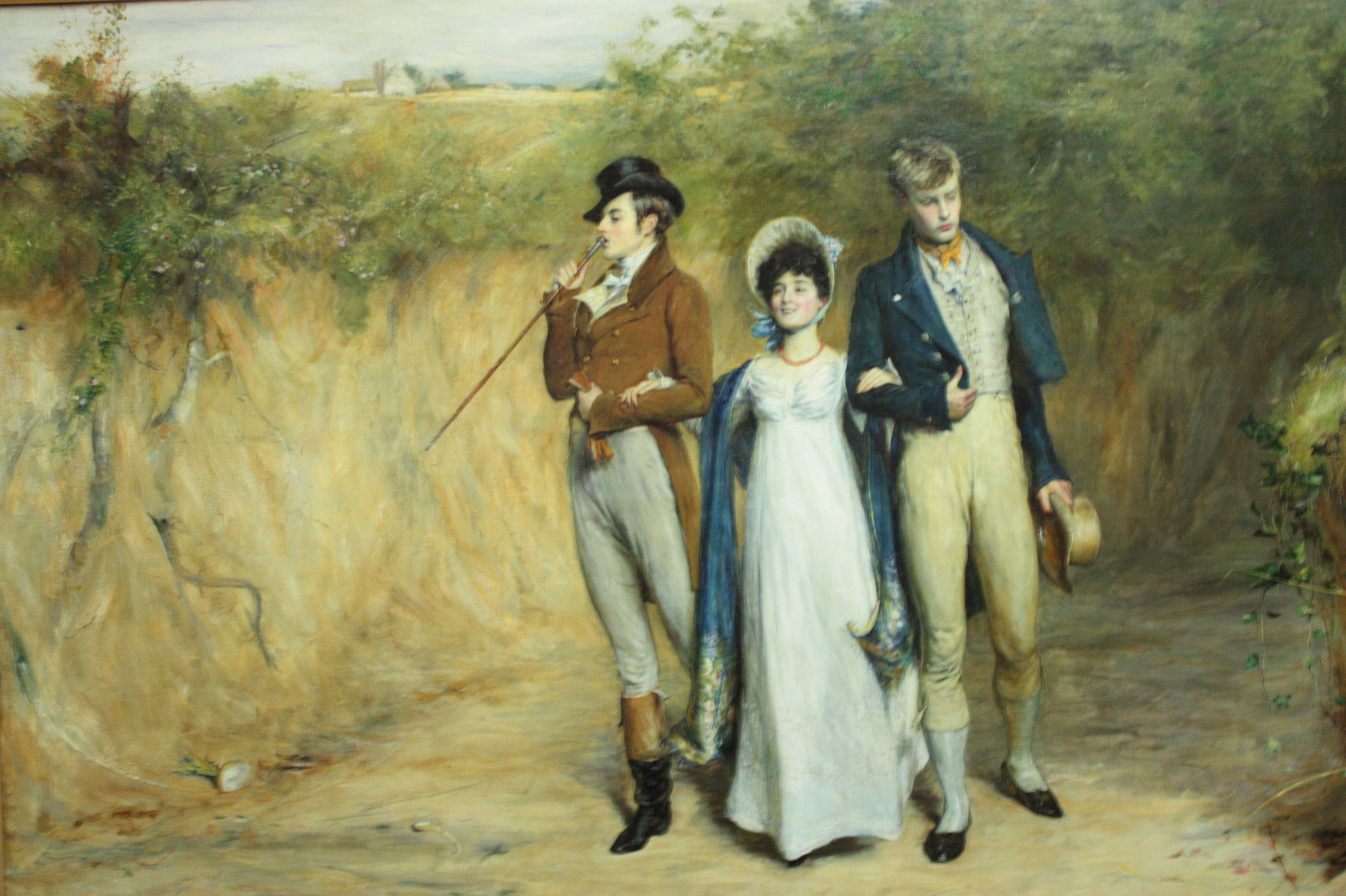
Жанровая сцена.
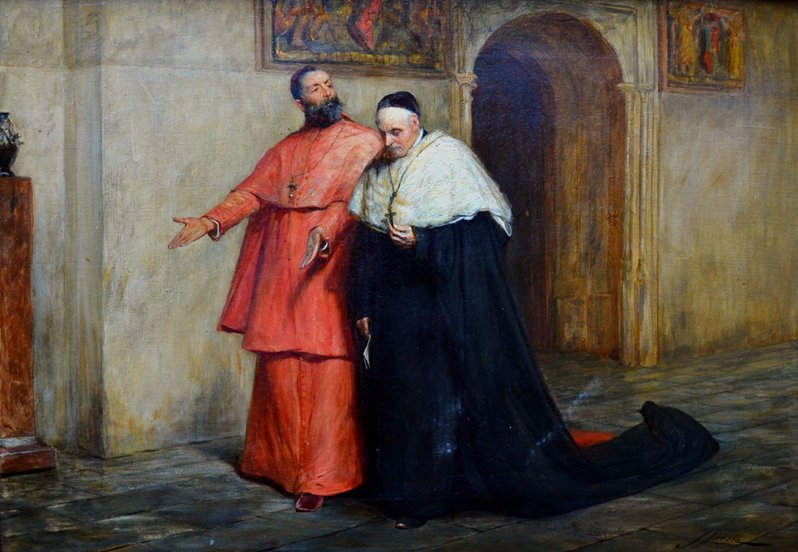
Доведение до абсурда (Reductio Ad Absurdum).